# Hermann von Graberg
Hermann Karl Wilhelm von Graberg (* 25. Januar 1842 in Erfurt; † 9. April 1926 in Berlin) war ein preußischer General der Infanterie.

## Leben
Graberg wurde als Sohn des Generalmajor Karl von Graberg und dessen zweiter Ehefrau Hedwig Stuck (* 1817 Cavertitz; † 1871 Erfurt) geboren. Am 1. April 1860 trat er auf Beförderung beim Infanterie-Regiment Nr. 31 ein, wo er anschließend am 23. Juli 1861 zum Leutnant ernannt wurde. Während des Deutschen Kriegs wurde er durch den Roten Adlerorden 4. Klasse mit Schwertern ausgezeichnet. Als Oberleutnant im 28. Infanterie-Regiment wurde er im Deutsch-Französischen Krieg mit dem Eisernen Kreuz erster Klasse ausgezeichnet. Am 26. März 1874 heiratete er in Berlin die Tochter eines Kaufmanns, Louise Pauline Hedwig, verwitwete Hoffmann von Waldau geb. Haacke. Ein Jahr später wurde als ältestes Kind der spätere Generalleutnant Hermann Carl Richard von Graberg (* 1875 in Berlin; † 1956 in Bad Homburg vor der Höhe) geboren. Aus der Ehe stammt auch die Tochter Hedwig (* 1879 in Gera; † 1963 in Berlin), die 1898 den Oberst Stephan von Le Fort-Pulow (* 1872 in Pulow; † 1954 in Berlin) ehelichte. Drittes Kind war der nachfolgende Hauptmann a. D. und Verleger Hermann Hans Walter von Graberg (* 1883 in Posen; † 1971 in Wiesbaden).
Nach Beförderung zum Obersten trat er im Mai 1891 an die Spitze des Grenadier-Regiments Nr. 5 in Danzig. Am 17. Juni 1893 erhielt er als Generalmajor die 34. Infanterie-Brigade in Schwerin. Vier Jahre später, am 17. April 1897 erhielt er als Generalleutnant die 15. Division in Köln. Er trat am 15. Mai 1900 in den Ruhestand. Fünf Jahre später wurde ihm der Charakter als General der Infanterie verliehen.
Graberg verstarb mit 84 Jahren am 9. April 1926 um 6:30 Uhr in seiner Wohnung in der Schaperstraße 21 in Berlin-Wilmersdorf.